# Komplement (lingvistika)
Komplement je v gramatice slovo, fráze nebo věta (klauze) nezbytná pro doplnění významu daného výrazu. Komplementy jsou často také argumenty (výrazy, které doplňují význam přísudku/predikátu).

## Predikativní, podmět a doplňky předmětu
V mnoha anglických praktických gramatikách se termíny subject complement (doplněk podmětu) a object complement (doplněk předmětu) používají pro označení predikativních výrazů (jako například predikativních adjektiv a substantiv), které slouží k přiřazení vlastnosti podmětu nebo předmětu:
Ryan is upset. (Ryan je rozzlobený.) – Predikativní přídavné jméno jako doplněk podmětu
Rachelle is the boss. (Rachelle je šéfka.) – Predikativní podstatné jméno jako doplněk podmětu
That made Michael lazy. (To způsobilo, že je Michael líný.) – Predikativní přídavné jméno jako doplněk předmětu
We call Rachelle the boss. (Rachelle říkáme šéfka.) – Predikativní podstatné jméno jako doplněk předmětu
Tato terminologie se používá v knižních gramatikách:
| Typ  | Sloveso               | Příklad                                                                                                  | Prvky                                           |
| ---- | --------------------- | --- | ----------------------------------------------- |
| SV   | intranzitivní         | The sun is shining. (Slunce svítí.)                                                                      | podmět, sloveso                                 |
| SVO  | monotranzitivní       | That lecture bored me. (Ta přednáška mě nudila.)                                                         | podmět, sloveso, předmět                        |
| SVC  | sponové               | Your dinner seems ready. (Vaše večeře se zdá připravená.)                                                | podmět, sloveso, doplněk podmětu                |
| SVA  | sponové               | My office is in the next building. (Moje kancelář je ve vedlejší budově.)                                | podmět, sloveso, příslovečné určení             |
| SVOO | ditranzitivní         | I must send my parents an anniversary card. (Musím poslat rodičům pohlednici k výročí.)                  | podmět, sloveso, nepřímý předmět, přímý předmět |
| SVOC | komplexně-tranzitivní | Most students have found her reasonably helpful. (Většina studentů ji považovala za přiměřeně ochotnou.) | podmět, sloveso, předmět, doplněk předmětu      |
| SVOA | komplexně-tranzitivní | You can put the dish on the table. (Jídlo můžeš položit na stůl.)                                        | podmět, sloveso, předmět, příslovečné určení    |

Mnoho moderních teorií syntaxe se však této terminologii vyhýbá, a výrazy uvedené polotučně zpravidla považují za součást predikátu věty, což znamená, že je nepovažují ze komplementy podmětu nebo předmětu, ale spíše o vlastnosti, které jsou podmětu nebo předmětu predikovány.
The Cambridge Grammar of the English Language používá termín „predikativní komplement“ v obou významech a přesouvá terminologické rozlišování na sloveso:
Ed seemed quite competent. (Ed vypadal docela kompetentně.) – složené intranzitivní sloveso s predikativním komplementem
She considered Ed quite competent. (Považovala Eda za docela kompetentního.) – složené tranzitivní sloveso s predikativním komplementem 

## Argument slovesa
V mnoha moderních gramatikách (například v těch, které vycházejí z teorie X s pruhem) se argumentům slovesného predikátu říká komplement. Dá se říci, že to je v současnosti převládající pojetí termínu „komplement“ v lingvistice. V tomto pojetí se podmět často za komplement slovesa nepovažuje.
He wiped the counter. (Otřel pult.) – the counter je předmětový argument slovesa wiped.
She scoured the tub. (Vydrhla vanu.) – the tub je předmětový argument slovesa scoured.
I když je to méně běžné, někdy rozšiřujeme toto vyvozování na podmětové argumenty:
He wiped the counter. (Otřel pult.) – He je podmětový komplement slovesa wiped.
She scoured tub. (Vydrhla vanu.) – She je doplněk podmětový komplement slovesa scoured.
V těchto příkladech jsou podmětové a předmětové argumenty považovány za komplementy. V této oblasti se tedy termíny komplement a argument překrývají ve význam i použití. Všimněte si, že tyto postupy bere doplněk podmětu být něco velmi různé/jiný/odlišný od doplňky podmětu tradiční gramatiky, což jsou predikativní výrazy, jak bylo zmíněno výše.

## V širokém pojetí
Ve velmi obecném pojetí je komplement jakýkoli výraz nezbytný k tomu, aby jiný výraz byl „úplný“:
with the class (se třídou) – NP the class je komplementem předložky with.
Jim will help. (Jim bude pomáhat.) – Hlavní sloveso help je komplementem pomocného slovesa will.
Chris gave up. (Chris to vzdal.) – Příslovečná částice up je komplementem slovesa gave.
as a friend (jako přítel) – NP a friend je komplementem předložky as.
V tomto širokém pojetí mnohé komplementy nejsou argumenty. Koncept argumentů je svázán s konceptem predikátu jiným způsobem než koncept komplementů.
Adjunkt je v lingvistice nepovinná (fakultativní) nebo strukturálně postradatelná část věty nebo fráze, jejíž odstranění zbytek věty neovlivní jinak než odstraněním pomocných informací. Podrobnější definice adjunktu zdůrazňuje jeho atribut jako modifikující tvar, slovo nebo frázi závisející na jiném tvaru, slově nebo frázi tak, že adjenkt je prvkem větné struktury s adverbiální funkcí. Adjunkt není argument nebo predikativní výraz, a argument není adjunkt. Rozlišování argumentů a adjunktů je základním prvkem většiny teorií syntaxe a sémantiky. Termíny použité pro označování argumentů a adjunktů se v různých teoriích mohou lišit. Některé závislostní gramatiky například místo adjunkt používají termín okolnost (circonstant) a vycházejí z Tesnièra (1959).